# Villa Borbone delle Pianore
Villa Borbone delle Pianore si trova a Capezzano Pianore, in realtà compresa nel confine a sud del territorio della Parrocchia di Monteggiori, presso Camaiore, nella provincia di Lucca.
Attualmente è sede dell’EIS Versilia.

## Storia e descrizione
Il complesso della villa è costituito da tre edifici di epoche diverse: la parte nord è stata costruita nel 1964, il corpo centrale alla fine del XVIII secolo, mentre la parte sud risale alla fine del XIX secolo.
Il corpo centrale, la parte più antica della villa, è un edificio di modeste dimensioni, frutto della ristrutturazione di un mulino, già di proprietà della nobile famiglia Orsucci di Lucca. Fu adibito a villa dalla duchessa di Lucca Maria Teresa di Savoia, moglie di Carlo Lodovico di Borbone.
Alla costruzione era annessa una cappella che subì diverse modifiche nel corso dell'Ottocento. Oggi si presenta con una curiosa facciata neo rinascimentale, realizzata mediante una struttura in legno dipinto con un portale con architrave, timpano e una lunetta intagliata che simula le ceramiche dei della Robbia. La struttura fu realizzata nel 1893, in occasione del matrimonio della figlia maggiore del duca di Parma Roberto I, Maria Luisa con il principe Ferdinando I di Bulgaria. All'interno si trova un altare ligneo che proviene dalla cappella della villa della Rinchiostra dei Cybo Malaspina.
La costruzione ottocentesca, posta a Sud, è un imponente palazzo di tre piani che riprende alcuni temi architettonici rinascimentali. Sono ben conservate le ricche decorazioni degli interni: soffitti a cassettoni, stucchi e marmi policromi.
Il parco, opera dell'architetto paesaggista Jean-Pierre Barillet-Deschamps, fu realizzato contemporaneamente all'edificio ottocentesco. Questo è composto sia da specie autoctone che esotiche come era d'uso nella moda dell'epoca.
Nella villa trascorse lungamente la sua esistenza la principessa Maria Teresa di Savoia, moglie di Carlo Ludovico di Borbone, già Duca di Lucca ed in seguito di Parma, ed ivi morì nel 1879. A seguito della fine del Ducato di Parma, Roberto I fece delle Pianore una delle sue residenze preferite e proprio per questo il 9 maggio 1892 vi nacque la principessa Zita di Borbone, ultima imperatrice d'Austria, moglie dell'imperatore beato Carlo I.
Dal 2021 si costituisce la scuola internazionale EIS Versilia che prende sede nella Villa Borbone.